# René Daumal
 Der er for få eller ingen kildehenvisninger i denne artikel, hvilket er et problem. Du kan hjælpe ved at angive troværdige kilder til de påstande, som fremføres i artiklen.

René Daumal (født 16. marts 1908, død 21. maj 1944) var en fransk forfatter og digter, kendt for sit lederskab i en alternativ surrealistisk bevægelse centreret omkring tidsskriftet Le Grand Jeu (Det Store Spil) og for sin posthumt udgivet roman Mont Analogue (1952).

## Biografi
René Daumal blev født den 16. marts 1908 i Boulzicourt i det nordligste Frankrig, ikke langt fra Charleville hvor hans mere berømte landsmand og idol, Arthur Rimbaud blev født godt et halvt århundrede tidligere. Hans far Léon blev, skønt han var både ateist og socialist, ikke desto mindre fremhævet af den lokale abbed som den eneste ærlige mand i byen, mens hans bedstefar, Antoine, var heler, mystiker og grundlægger af en esoterisk udbryderloge fra Frimurerne.
Begge indflydelser var tydelige i det verdensfjerne barn, René, der, opslugt i sine egne tanker, ofte tabte den tallerken med aftensmad der blev rakt frem imod ham. Han var en tidligt modnet, hyperintelligent dreng der lærte sig selv at læse som fireårig og som, – måske påvirket af nogle af den Første Verdenskrigs værste massakrer, der udspillede sig på hans hjemegn i Ardennerne, – allerede i sin barndom var stærkt optaget af døden.
Som trettenårig blev Daumal indskrevet på gymnasiet i Reims hvor han mødte de tre ligesindede kammerater, Roger Gilbert-Lecomte, Roger Veilland og Robert Meyrat, der delte hans smag for poesi, mysticisme og sort humor. Inspireret af den surrealistiske foregangsmand Alfred Jarry stiftede de gruppen Les Phrères Simplistes (De simplistiske brødre), refererede til sig selv som ‘patafysikere’, og eksperimenterede allerede midt i deres teenageår med bevidsthedsudvidende stoffer som tetrachlorometan, samt astral projektion, telepati og automatskrift, uvidende om de samtidige landvindinger foretaget af gruppen omkring André Breton. Dybt fascineret af orientalsk tænkning lærte den unge Daumal sig desuden sanskrit som sekstenårig, en evne han siden skulle komme til at udnytte i forbindelse med sine oversættelser af klassisk indisk litteratur.
I 1925 flyttede Daumal til Paris hvor han bl.a. studerede under den pacifistiske filosofi-professor kendt som Alain og stiftede bekendtskab med orientalisten René Guénons værker. Sammen med sine gymnasiekammerater fra Reims og maleren Josef Sima stiftede han tidsskriftet Le Grand Jeu (Det Store Spil) der vakte opsigt i metropolens avantgardistiske miljø som på dette tidspunkt var toneangivende for verdenskunsten. De unge poeter proklamerede, at de ønskede at få “mennesket til at fortvivle over sig selv og samfundet” og “vinde evigheden ved at nægte blot at leve for at overleve”. Tre numre af tidsskriftet udkom fra 1928 til 1930 og André Breton var så imponeret, eller bange for konkurrence, at han ønskede at hverve den purunge Daumal til sin egen bevægelse. Denne forblev dog uimponeret over sin berømte beundrer og afviste alle tilnærmelser.
I starten af 1930’erne mødte Daumal den tysk-georgiske arkitekt og scenograf, Alexandre de Salzmann, elev af mystikeren, G.I. Gurdjieff, der drev sit Institut for Menneskets Harmoniske Udvikling i Fontainebleau udenfor Paris. Her fandt den unge digter endelig en lærer og en filosofi (kendt som Den Fjerde Vej) der forenede hans mistro til organiseret religion med hans spirituelle længsel efter mere end det materialistiske samfunds maskinelle bevidstløshed kunne tilbyde. Gurdjieffs idéer skulle komme til at præge ham dybt og er, mere end nogen litterær arv, den vigtigste inspirationskilde til hans betydeligste værker.
I 1932 faldt gruppen omkring Le Grand Jeu fra hinanden, men Daumal fandt hurtigt en ny beskæftigelse som pressesekretær for den indiske danser Uday Shankar, storebror til den berømte sitarspiller, Ravi Shankar, på dennes turné i Europa og Amerika. Det var første gang en indisk dansetrup turnerede i Vesten.
Da Daumal året efter kom hjem til Paris vendte han tilbage til sine studier i psykologi, sociologi og filosofi ved Sorbonne, mens han holdt sig i live ved oversættelser af bl.a. Hemingway og D.T. Suzuki, foruden af de klassiske indiske tekster der efterhånden havde vundet ham bred respekt. Desuden skrev han klummer til diverse aviser, og artikler til Den franske Encyklopædi hvor han også var ansat som redaktør. Han forblev dog fattig og flyttede fra sted til sted med sin livsledsagerske og senere hustru, Vera Milanova.
Daumal debuterede i bogform i 1936 med digtsamlingen, Le contre-ciel, som vandt Jacques Doucet-prisen, uddelt af de berømte litterater André Gide, Paul Valéry og Jean Giraudoux. I 1938 udkom den anden af de kun to bøger han nåede at få udgivet i løbet af sit liv, den sorthumoristiske kortromanfarce, La Grande Beuverie (Den store druktur), frem for alt inspireret af Jarry og Rabelais.
Daumals helbred, som han, med sin intense fokus på de højere realiteter, altid havde negligeret, begyndte for alvor at svigte ham allerede da han var i slutningen af tyverne. Hans mentor, de Salzmanns enke, Jeanne, der siden skulle komme til at videreføre Gurdjieffs arbejde efter hans død, og som husede ham og Vera i sit kollektiv udenfor Paris, tvang ham til at opsøge en læge, der konstaterede fremskreden tuberkulose, muligvis forårsaget af hans tidlige eksperimenter med inhalering af narkotiske dampe. Han mistede desuden halvdelen af sine tænder og blev døv på det ene øre.
Og så kom Anden Verdenskrig, der fratog ham de fleste af sine indtægtsmuligheder og komplicerede livet med hans jødiske hustru, der på trods af al fare valgte at blive hos sin mand. Han fandt trøst i bjergene, hvis rene luft styrkede hans helbred, men midt i arbejdet med sit sidste værk, romanen Mont Analogue, midt i en sætning der aldrig blev gjort færdig, døde han den 21. maj 1944 i Paris.

### Værker i dansk oversættelse
- Mont Analogue (Le Mont Analogue), roman, Det Poetiske Bureaus Forlag, 2014.
- Himmelstormer (Le contre-ciel), digte, Det Poetiske Bureaus Forlag, 2016.

### Originale værker på fransk
- 1936 : Le Contre-Ciel, Cahiers Jacques Doucet. Réédité chez Gallimard avec Poésie noire, poésie blanche.
- 1938 : La Grande Beuverie.
- 1952 : Le Mont Analogue, récit véridique, préface par Roland de Renéville, postface de Véra Daumal.
- 1970 : Tu t'es toujours trompé, Mercure de France, Paris.
- 1970 : Bharata, l’origine du théâtre. La Poésie et la Musique en Inde, rééd. 2009.
- 1972 : Essais et Notes, tome 1 : L'Évidence absurde.
- 1972 : Essais et Notes, tome 2 : Les Pouvoirs de la Parole.
- 1978 : Mugle, Fata Morgana, Montpellier.
- 1981 : René Daumal ou le retour à soi, L'Originel, Paris. Contient La Soie.
- 1985 : La Langue sanskrite, Ganésha.
- 1996 : Fragments inédits (1932-33). Première étape vers la Grande beuverie, Éditions Éoliennes.
- 1992 : Correspondance, tome 1 : 1915-1928.
- 1993 : Correspondance, tome 2 : 1929-1932.
- 1996 : Correspondance, tome 3 : 1933-1944.
- 1994 : Je ne parle jamais pour ne rien dire. Lettres à A. Harfaux, Le nyctalope.
- 2004 : Chroniques cinématographiques (1934). Aujourd'hui, Au signe de la licorne.
- 2008 : Correspondance avec les Cahiers du Sud, Au Signe de la Licorne.
- 2014 : (Se dégager du scorpion imposé). Poésies et notes inédites, 1924-28, Éditions Éoliennes.